# ToyZ
A ToyZ a Cinema Bizarre második stúdióalbuma, amely 2009-ben jelent meg.
Eredetileg 2009. májusában adták volna ki, de a zenekar úgy döntött hogy még rászánja a nyarat a munkálatokra. Az első kislemez a My Obsession lett volna, de az illegális letöltések miatt megváltoztatták ezt.Végül az I Came 2 Party lett az első kimásolt dal Space Cowboy közreműködésével. A zenekar videó üzenetben tájékoztatta a rajongókat a változásokról.
A nyár folyamán kiszivárgott a Dark Star, a Deeper and Deeper és a My Obsession remix változata is. Végül 2009. augusztus 21-én megjelent az album, a beharangozó kislemez, az I Came to Party pedig már augusztus 14-én kapható volt.

## Album lista
| CD 1    | CD 1                               | CD 1      | CD 1         | CD 1  | CD 1 | CD 1 | CD 1 | CD 1 | CD 1 |
|         | Cím                                | Szerző(k) | Producer(ek) | Hossz |      |      |      |      |      |
| ------- | ---------------------------------- | --------- | ------------ | ----- | ---- | ---- | ---- | ---- | ---- |
| 1.      | Le Generique                       |           |              | 1:19  |      |      |      |      |      |
| 2.      | Touching and Kissing               |           |              | 3:36  |      |      |      |      |      |
| 3.      | I Came 2 Party                     |           |              | 3:25  |      |      |      |      |      |
| 4.      | Deeper and Deeper                  |           |              | 3:27  |      |      |      |      |      |
| 5.      | Erase and Replace                  |           |              | 4:16  |      |      |      |      |      |
| 6.      | My Obssesion                       |           |              | 3:57  |      |      |      |      |      |
| 7.      | Je Ne Regrette Rien                |           |              | 3:24  |      |      |      |      |      |
| 8.      | Dark Star                          |           |              | 3:20  |      |      |      |      |      |
| 9.      | Toyz                               |           |              | 3:40  |      |      |      |      |      |
| 10.     | In yor Cage                        |           |              | 4:11  |      |      |      |      |      |
| 11.     | Heaven Is Wrapped In Chains        |           |              | 3:23  |      |      |      |      |      |
| 12.     | Hypnotized By Jane                 |           |              | 3:48  |      |      |      |      |      |
| 13.     | Blasphemy                          |           |              | 4:08  |      |      |      |      |      |
| 14.     | I Don't Wanna Know (If U Got Laid) |           |              | 3:23  |      |      |      |      |      |
| 15.     | Out Of Love                        |           |              | 3:35  |      |      |      |      |      |
| 16.     | Sad Day for happiness              |           |              | 3:48  |      |      |      |      |      |
| 17.     | Tears in Vegas                     |           |              | 3:57  |      |      |      |      |      |
| 18.     | Le Generique De Fin                |           |              | 1:15  |      |      |      |      |      |
| 1:17:35 |                                    |           |              |       |      |      |      |      |      |

### Deluxe Változat
| 1. | American Beauty         | 3:42 |
| 2. | Modern Lover            | 3:52 |
| 3. | Bang A Gong (Get It On) | 3:18 |
| 4. | Are You Crying          | 4:51 |

## Helyezések
| Listák (2009)         | Helyezések |
| --------------------- | ---------- |
| Osztrák album lista   | 44         |
| Holland Album Top 100 | 94         |
| Francia Album Lista   | 79         |
| Német Album Lista     | 24         |

## Formátumok
- Digitális letöltés
- CD
- Dupla CD

## Kiadások
| Region         | Date       | Format                 |
| -------------- | ---------- | ---------------------- |
| Németország    | 2009.08.21 | CD, digitális letöltés |
| Nagy-Britannia | 2009.09.08 | CD, digitális letöltés |

## Promoció
Cinema Bizarre egész Európát bejárta a We’re All ToyZ Tour turnéval. 2009 júniusában kezdődött és 2009 decemberében ér véget. A turné két szakaszból állt, az első szakasz Nyugat-Európában, míg a második Kelet-Európában volt.
A turné főleg Kelet-Európában aratott nagy sikert, ez volt a Cinema Bizarre első nagyobb önálló
turnéja.